# جلين مودي
جلين مودي (بالإنجليزية: Glyn Moody)‏ هو كاتب ومهندس بريطاني، ولد في 1956.